# Station Rœux
Station Rœux is een spoorwegstation in de Franse gemeente Rœux.